# Jardim Naseem
Jardim Naseem é um grande parque entre Seebe e Barca, perto de Mascate, Omã. 
Contém um aquário, lago, cachoeira, jardins árabes e japoneses, um labirinto e um parque infantil.Iniciou suas atividades em 1984!

## Jardim japonês
Situado no Jardim Naseem, foi criado quando das comemorações do 30º ano da coroação do Sultão Qaboos bin Said Al Said em 2000. Foi aberto ao público em 31 de maio de 2001.